# VandSpejlet
Vandspejlet er en dansk Kortfilm fra 2006, instrueret af Jens Simon, der også har skrevet manuskript med Michael Valeur og Kenny Leger.

## Medvirkende
- Kenny Leger Fortæller